# Servane de Layre-Mathéus
Servane de Layre-Mathéus, née le 21 juin 1939 à Paris et morte le 27 janvier 2020 à Issy-les-Moulineaux , est une historienne française.

## Biographie
Servane, Marie, Geneviève Bourgnon de Layre, épouse Mathéus, est née à Paris en 1939. Elle obtient son certificat propédeutique à Sainte-Marie de Neuilly puis étudie l'histoire à l'Université d'Orléans où elle obtient une maîtrise avec la mention bien. Ses centres d'intérêt sont l'histoire du Moyen Âge et celle du XIXe siècle. 
Elle entame sa carrière professionnelle dans le secteur de l'aide à l'enfance à Orléans, puis devient formatrice à Rennes dans le secteur de la santé, avant d'entrer au ministère des Affaires sociales en 1980 comme conseillère technique auprès du ministre Jean Mattéoli et chef du service de presse du ministère du Travail puis du ministère des Affaires sociales. Elle quitte le ministère en 1991 et devient directrice de la communication et des affaires européennes de la mission de préfiguration de la Cité de la musique, à La Villette puis directrice des ressources humaines à l'Agefos-PME. 
En 2000, elle s'engage auprès de Pierre Firmin-Didot pour développer l'association Chartres sanctuaire du Monde puis le Centre international du vitrail.
Élevée pendant la Seconde Guerre mondiale par ses parents et sa grand-mère fidèle de la cathédrale Notre-Dame de Chartres, Servane Mathéus a été présidente ou préside de nombreuses associations souvent en rapport avec Chartres : présidente de l’Association Chartres, sanctuaire du monde et vice-présidente du Centre international du vitrail. Elle est chargée de la célébration nationale du millénaire de Fulbert de Chartres. Elle est également vice-présidente de l'association Perche faïence.
Elle est membre d'honneur de American Friends of Chartres et des Amis Russes de la cathédrale de Chartres.
Servane de Layre-Mathéus a été conseillère municipale de Beaumont-les-Autels (Eure-et-Loir) de 1982 à 2008 où sa famille est propriétaire du château.

## Publications
- Faïences et poteries du Perche, avec Gwénaëlle Hamelin, éditions Amis du Perche, 2000,  (ISBN 2900122260)
- Les Couleurs du Ciel..., (Contributions) éditions Gaud, 2002,  (ISBN 9782840800934)
- Contribution au livre Fulbert de Chartres, par Philippe Cavart, éditions des Lisses, 2006,  (ISBN 2-9521119-4-4)
- Fulbert de Chartres, précurseur de l'Europe, ouvrage dirigé par Michel Rouche, éditions Presses de la Sorbonne, 2008.

## Décorations
- Chevalière de la Légion d'honneur
- Officière de l'ordre national du Mérite
- Officière de l'ordre des Arts et des Lettres